# Quiberon

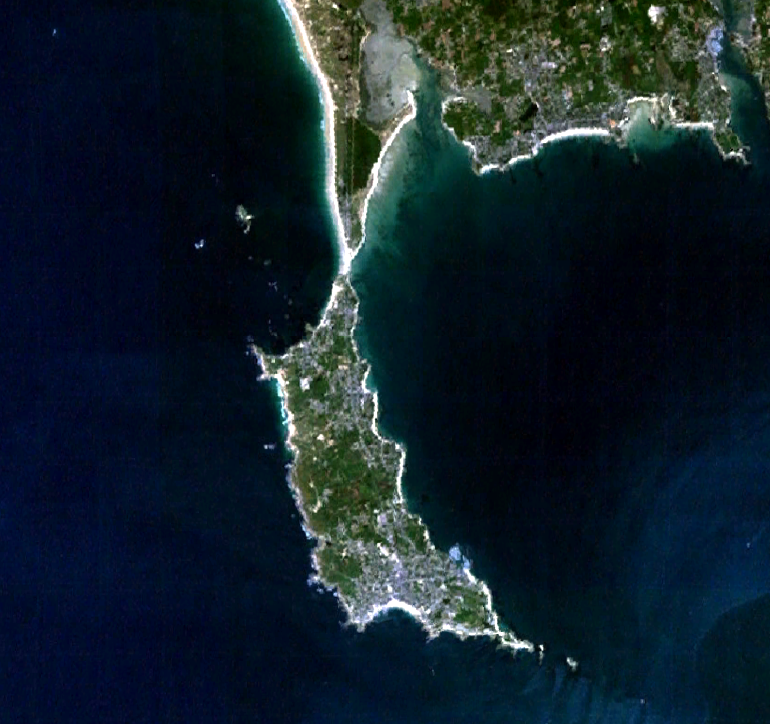
Península de Quiberon.

 Quiberon  (en bretón Kiberen) es una población y comuna francesa, situada en la región de Bretaña, departamento de Morbihan, en el distrito de Lorient y cantón de Quiberon.

## Geografía

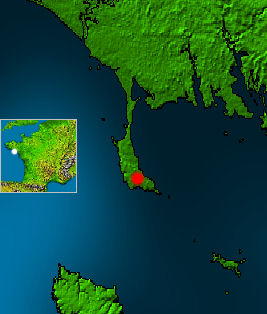
Quiberon, en el extremo de su península.

Se encuentra en la península de su nombre

## Demografía
| 4540 | 4595 | 4723 | 4808 | 4623 | 5073 |
| Para los censos de 1962 a 1999 la población legal corresponde a la población sin duplicidades (Fuente: INSEE [Consultar]) |      |      |      |      |      |

## Galería

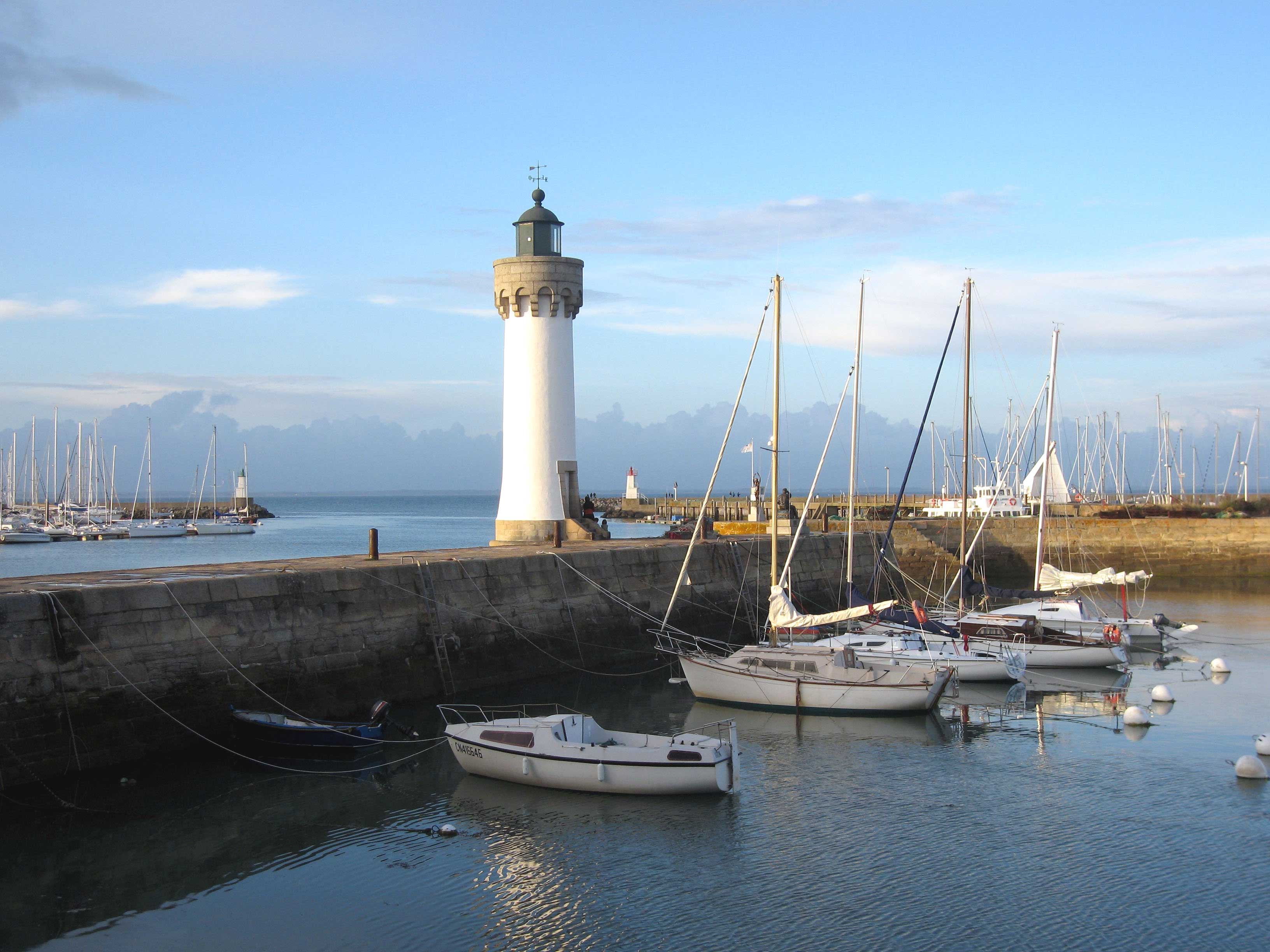
Port-Haliguen
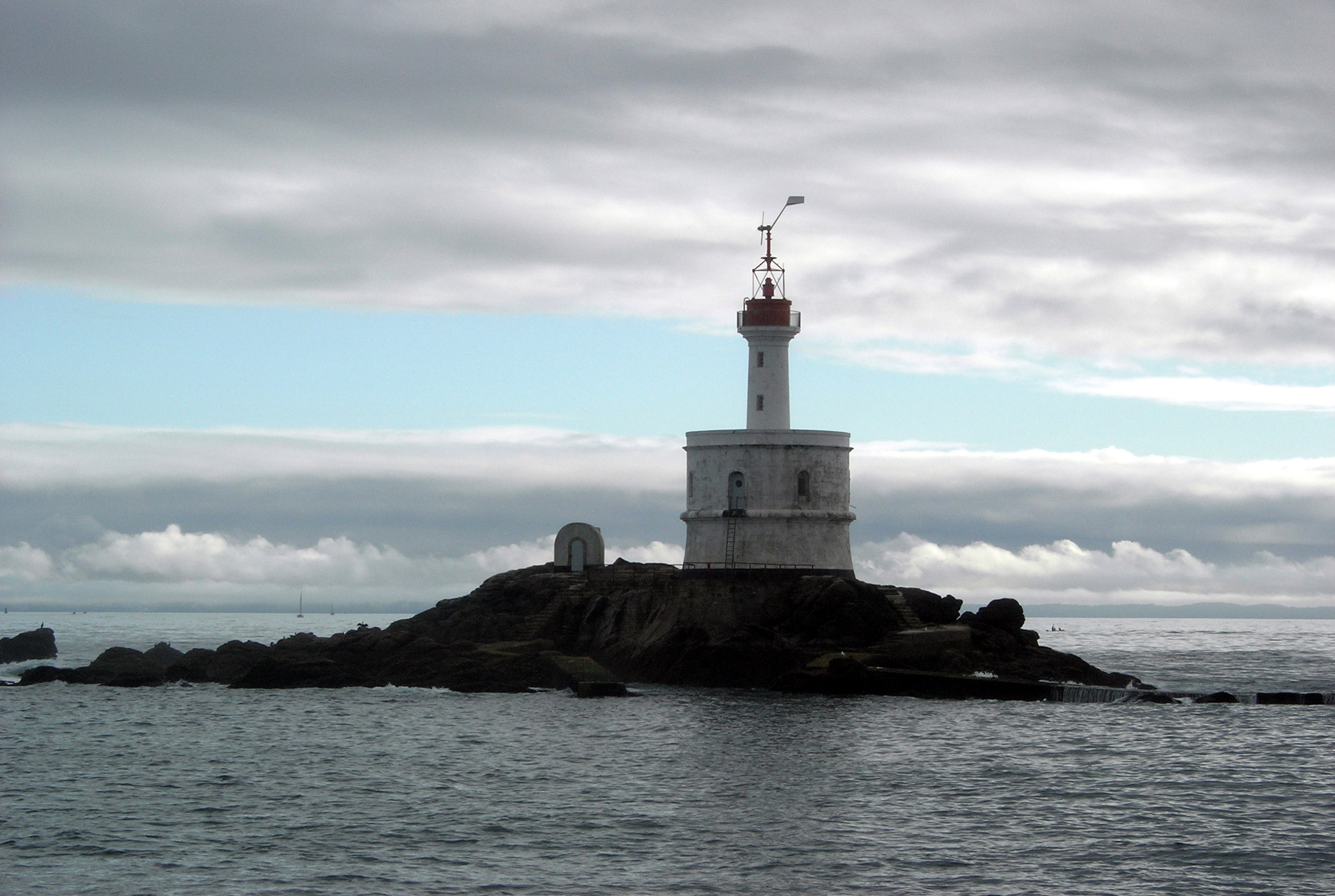
Faro de la Teignouse
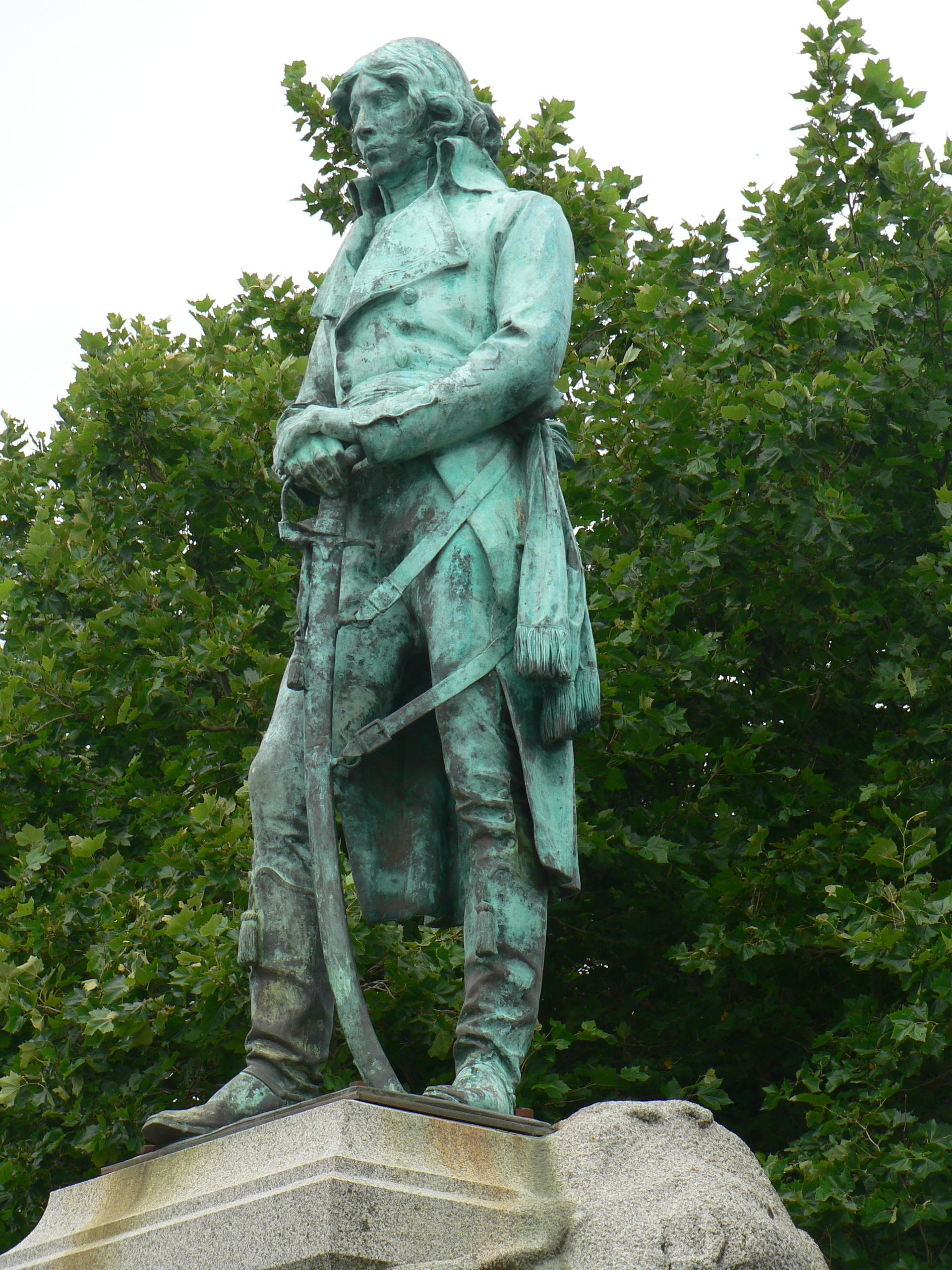
Estatua de Lazare Hoche por Jules Dalou (1902)
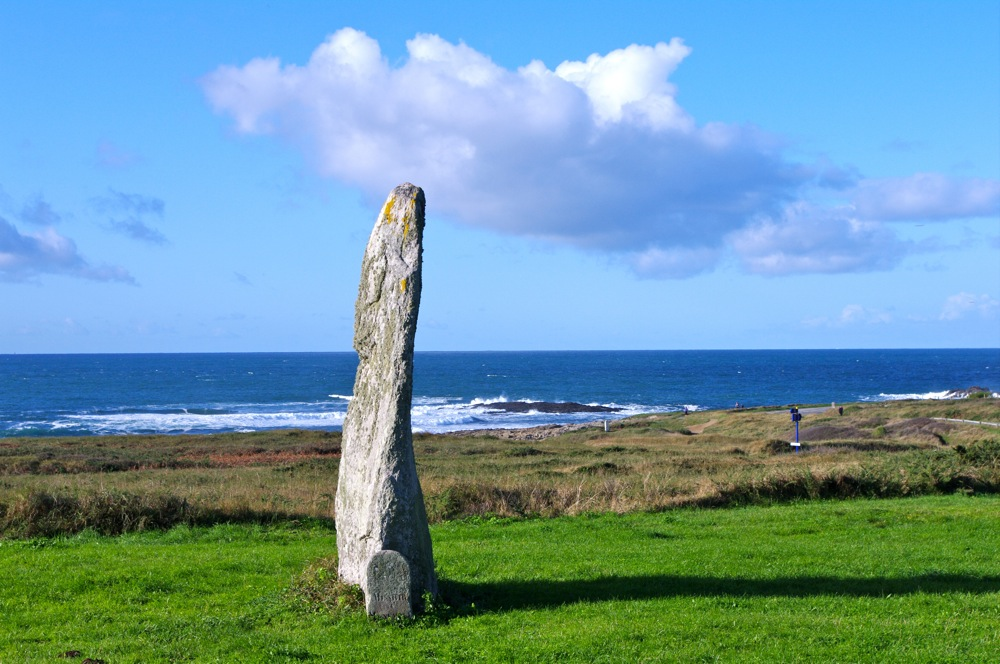
Menhir, côte sauvage
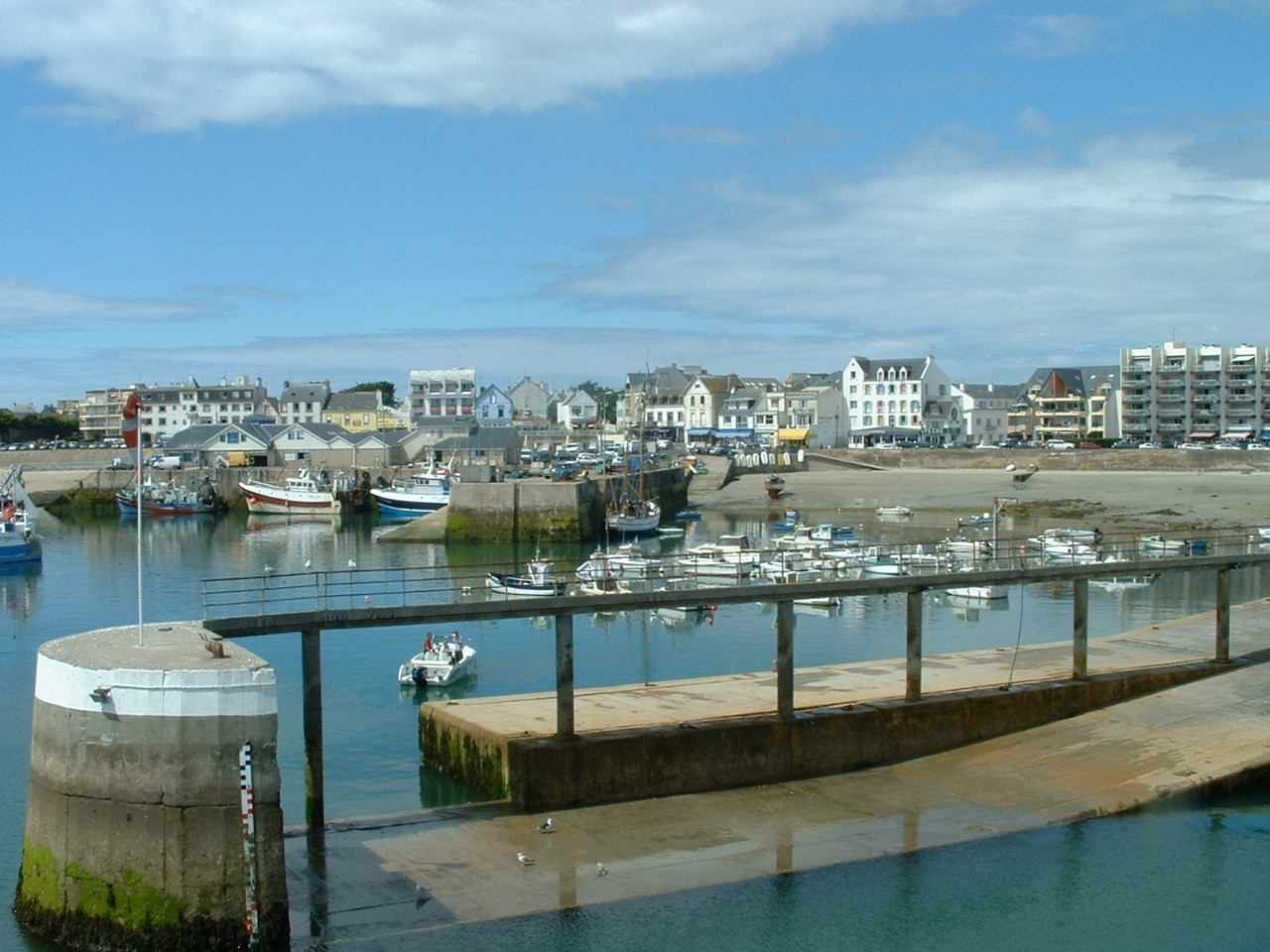
Port Maria